# Bullworker

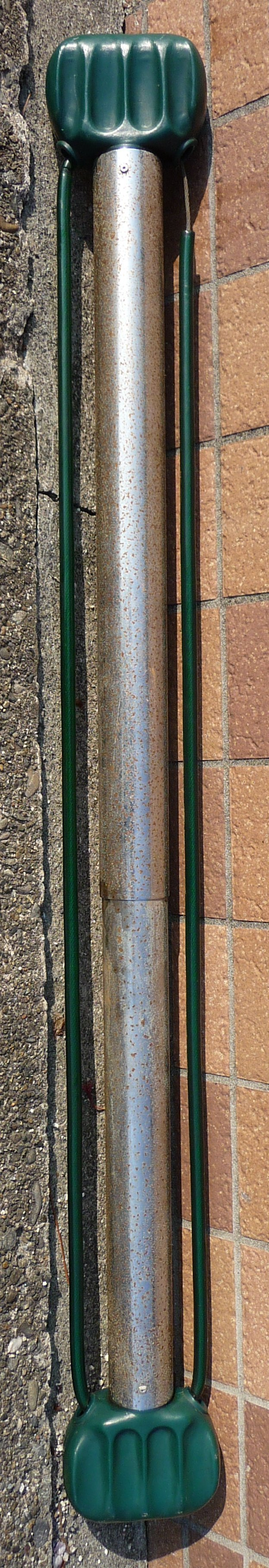
Bullworker degli anni 1960

Il Bullworker, conosciuto anche come Tensolator, è un attrezzo per la contrazione isometrica venduto dagli inizi degli anni sessanta ad oggi. Fu inventato e commercializzato dall'inventore tedesco Gert F. Kölbel, è tuttora venduto in Europa, Asia e U.S.A.

## Struttura
L'apparecchio è formato da diversi materiali: acciaio, perlon, materiali termoplastici, filo di lino ed è interamente cromato. All'interno è incastrata una molla d'acciaio a spirale. Le guide in Perlon contengono cavi d'acciaio. Con il Bullworker si possono eseguire 26 esercizi ed è estremamente resistente, a conferma di ciò ancora oggi molti Bullworker risalenti agli anni 60 sono utilizzati.

## Manuale
https://archive.org/details/ManualeBullworker2/mode/2up